# Zygaena rhadamanthus
Espèce
La Zygène de l'esparcette, Zygène de la dorycnie ou Zygène cendrée (Zygaena rhadamanthus) est une espèce de lépidoptères de la famille des Zygaenidae, de la sous-famille des Zygaeninae.
En régression sur une large part de sa distribution française métropolitaine, ce papillon est protégé en France. 